# AutoCAD
AutoCAD é um software do tipo CAD — computer aided design ou desenho auxiliado por computador - criado e comercializado pela Autodesk, Inc. desde 1982. É utilizado principalmente para a elaboração de peças de desenho técnico em duas dimensões (2D) e para criação de modelos tridimensionais (3D). Além dos desenhos técnicos, o software vem disponibilizando, em suas versões mais recentes, vários recursos para visualização em diversos formatos. É amplamente utilizado em arquitetura, design de interiores, engenharia civil, engenharia química , engenharia mecânica, engenharia geográfica , engenharia elétrica e em vários outros ramos da indústria. O AutoMAP é atualmente disponibilizado em versões para o sistema operacional Microsoft Windows e Mac OS, embora já tenham sido comercializadas versões para UNIX.
A partir da versão R14 (publicada em 1997) potencializa a expansão de sua funcionalidade por meio da adição de módulos específicos para desenho arquitetônico, SIG, controle de materiais, etc.
Outra característica marcante do AutoCAD é o uso de uma programação consolidada em linguagem interpretada, conhecida como AutoLISP (derivado da linguagem LISP) ou uma variação do Visual Basic que permitem personalizações de rotinas e comandos.
Interpreta também sequências de comandos comuns gravados em arquivos de texto geralmente com a extensão .scr carregados através do comando script, estes sem relação com a linguagem lisp, embora possam também conter este código.//
Os seus comandos peristáficos são Osnap e Ortho, embora centralizações no osnap sejam adicionados a cada atualização, notou-se que ao desenharmos um círculo ou arco com o comando ortho ligado, poderão haver desníveis na linha circunferência, fazendo com que a circunferência não esteja lisa. Este erro é notável desde a versão K29 lançada em 2010.

## Como o AutoCAD tem revolucionado os setores da Arquitetura e da Engenharia
O AutoCAD é uma ferramenta essencial que revolucionado os campos da arquitetura, design de interiores e engenharia. Desenvolvido pela Autodesk, o software tornou-se uma referência para profissionais que procuram criar projetos precisos, inovadores e visualmente impactantes. Neste artigo, exploraremos como o AutoCAD tem moldado estas áreas, permitindo a concretização de ideias e a materialização de sonhos arquitetónicos.

### AutoCAD na Arquitetura
O AutoCAD é uma ferramenta fundamental para arquitetos que desejam transformar esboços e conceitos em projetos detalhados e executáveis. Com uma ampla gama de recursos, incluindo ferramentas de desenho 2D e modelagem 3D, o software possibilita a criação de maquetes virtuais, facilitando a visualização dos espaços projetados. Além disso, o AutoCAD auxilia na análise de aspetos técnicos, como a acústica, iluminação e requisitos elétricos, garantindo a funcionalidade e conforto dos ambientes construídos. Ao adotar o AutoCAD nos seus projetos, as empresas reforçam o seu compromisso com a excelência arquitetónica e a satisfação dos seus clientes. 

### AutoCAD na Engenharia
Na área da engenharia, o AutoCAD desempenha um papel crucial na conceção e desenvolvimento de projetos estruturais e sistemas complexos. Ao permitir a criação de desenhos técnicos precisos e a modelagem tridimensional, a ferramenta auxilia na identificação de possíveis problemas e na otimização de soluções antes da construção real. Os profissionais de engenharia utilizam o AutoCAD para colaborar com arquitetos e garantir que todos os aspetos do projeto sejam integrados harmoniosamente, assegurando resultados de alta qualidade. Para mais clique aqui.

## Versões AutoCAD
- AutoCAD Versão 1.0 (Release 1.0) - Dezembro 1982

Dezembro de 82 a Autodesk Lança o AutoCAD v.1.0 (R1). A especificação R1 não existia, serve apenas como referência.
- AutoCAD Versão 1.2 (Release 2.0) - Abril 1983
- AutoCAD Versão 1.3 (Release 3.0) - Agosto 1983
- AutoCAD Versão 1.4 (Release 4.0) - Outubro 1983
- AutoCAD Versão 2.0 (Release 5.0) - Outubro 1984
- AutoCAD Versão 2.1 (Release 6.0) - Maio 1985

Maio de 85 a Autodesk Lança o AutoCAD v.2.1 (R6) as mudanças no AutoCAD começam a ser marcantes, pois nesta versão surgia os comandos E-LEV, VPOINT, HIDE Permitindo extrusões e visualização da plotagem. É nesta versão que o AutoCAD começa a trabalhar em 3D.
- AutoCAD Versão 2.5 (Release 7.0) - Junho 1986

Junho de 86 a Autodesk Lança o AutoCAD v.2.5 (R7) o espaçamento entre os lançamentos das atualizações são compensadas pelas evoluções no programa.
- AutoCAD Versão 2.6 (Release 8.0) - Abril 1987

Abril de 87 a Autodesk Lança o AutoCAD v.2.6 (R8) chegam os comandos 3DLINE (linha 3D), 3DFACE (plano em 3D).
- AutoCAD Release 9.0 - Setembro 1987

Setembro de 87 surge o AutoCAD Release 9, muito semelhante à versão 2.6, porém com o pull-down menu, o AutoCAD começa ser mais interativo.
- AutoCAD Release 10.0 - Outubro 1988

Outubro de 88 surge o AutoCAD Release 10, O AutoCAD se torna mais profissional, um novo sistema de coordenadas UCS (User Coordinates System) novos recursos em 3D comandos como: 3DPOLY, 3DMESH, RULE-SURF, VIEWPORTS, etc.
- AutoCAD Release 11.0 - Outubro 1990

Outubro de 90 surge o AutoCAD Release 11 para MS-DOS ou UNIX, oferecia suporte a redes, maior controle das variáveis de dimensionamento. O AutoCAD começava a se impor como plataforma.
- AutoCAD Release 12.0 - Junho 1992

Junho de 92 surge o AutoCAD Release 12 para MS-DOS ou UNIX, Com mais recursos em 2D, se estabelece como plataforma bastante popular no mundo todo. Os recursos em 3D passam a ser um módulo vendido separado como 3D AME, a adoção de caixas de diálogo para funções acessíveis antes somente pela linha de comando o tornam mais fácil de trabalhar
- AutoCAD Release 12.1 - Março 1993

Março de 93 surge o AutoCAD Release 12 For Windows, mais fácil de ser personalizado, com uma caixa flutuante de ícones para acesso aos comandos mais usados.
- AutoCAD Release 12.2 - Novembro 1993

Novembro de 93 surge o AutoCAD LT For Windows que é basicamente o mesmo AutoCAD R12, porém com menos recursos, dirigido para pequenos usuários que procuram um Programa CAD de baixo custo.
- AutoCAD Release 13.0 - Dezembro 1994

Dezembro de 94 surge o AutoCAD Release 13. Inicialmente era tanto para MS-DOS, Windows e UNIX, mas o que deveria ser um programa polivalente causou uma grande dor de cabeça aos usuários, pois foi o AutoCAD mais instável de todos, mas com grandes avanços como a toolbar com funções de acesso rápido, funções de layers (como por exemplo, ligar/desligar), que antes era somente pela caixa de diálogo ou linha de comando, o bastante esperado recurso de importar figuras nos formatos GIF, TIFF, BMP e JPG e poder trabalhar com imagem vetorial e raster ao mesmo tempo, o uso de textos completos e não apenas linhas individuais (MTEXT), e fontes TrueType incrementaram as opções e corretor ortográfico foram algumas das inovações. A Autodesk resolve unificar o lançamento de sua versão principal com a do seu programa mais simples o AutoCAD LT R13.
- AutoCAD Release 13.1 - Outubro 1995

Outubro de 95 surge o AutoCAD Release 13 for Windows, com uma versão específica para o Windows 95 tornou-se mais estável. Mas muitos usuários ainda preferiam o R12.
- AutoCAD Release 14.0 - Março 1997

Março de 97 surge o AutoCAD Release 14 for Windows. Acaba a versão para DOS e UNIX. Poderoso, oferecendo a estabilidade do R12 e as facilidades do R13, fixa como a plataforma mais usada no mundo dominando perto dos 70% do mercado mundial de CAD. Apesar dos recursos 3D evoluírem bastante, a Autodesk, começa a direcionar os usuários em 3D para ferramentas mais específicas como o Autodesk Mechanical Desktop já na sua versão 3, mas a evolução das ferramentas de trabalho em 2D não param de evoluir, modos de seleção são simplificados, novos comandos como por exemplo: o Autotrack (o Osnap fica mais interativo) o uso da tecla F3 para ligar/desligar o OSNAP, o sistema de plotagem também melhora. Sendo possível armazenar as configurações de plotagem num arquivo externo facilitando a padronização. Surge uma única caixa de diálogo para configurar o sistema e preferências entre outras benfeitorias.
- AutoCAD Release 14.1 - Junho 1998

Em junho de 98 surge o AutoCAD Release 14 em língua portuguesa. Mas os usuários experientes de AutoCAD não se interessaram pela versão, pois já estavam acostumados com os comandos em inglês, juntando a isso uma tradução duvidosa, como por exemplo: o comando OFFSET, que faz cópias paralelas, tinha o nome: COPPAR; o comando ARRAY que faz cópias múltiplas, tinha o nome de MATRIZ. Para os iniciantes seria uma boa opção, mas muito poucas empresas se dispuseram a comprá-lo.
- AutoCAD 2000 (Release 15.0) - Março 1999

Março de 1999 a Autodesk lança o AutoCAD 2000 (Release 15) como uma evolução natural do R14 mais poderoso de todas as versões, porém a versão anterior do AutoCAD é tão eficiente, que grande parte das empresas não fizeram a atualização, os grandes destaques ficam por conta, da plotagem onde os parâmetros ficam gravados no próprio desenho, a opção de criar quantos layouts, forem necessários com parâmetros distintos, o comando DDMODIFY desaparece e surge o comando PROPERTIES, muito mais completo, podendo alterar, todos os parâmetros no mesmo local, surge também o DESIGN CENTER, que permite pesquisar e importar STYLE’s, BLOCK’s e LAYER’s dos desenhos sem abri-los. E a possibilidade de abrir vários desenhos ao mesmo tempo.
- AutoCAD 2000i (Release 15.1) - Julho 2000

Em Julho de 2000 foi lançado o AutoCAD 2000i (Release 15.1). Esta foi uma versão baseada na internet, para conseguir o máximo destas ferramentas de negócios essenciais. Como a plataforma de desenho na internet, o AutoCAD 2000i ofereceu a base para as soluções Autodesk, servindo para as indústrias de arquitetura, engenharia, construção, comunicações, governos, utilidade pública, topografia e manufatura. Combinando o poder do design e a internet em um software eficiente.
- AutoCAD 2002 (Release 15.2) - Junho 2001

Em Junho de 2001 foi lançado o AutoCAD 2002 (Release 15.2). Como destaques podemos citar a cota associativa, o novo gerenciamento dos blocos com atributos, o comando ARRAY ganhou uma caixa de diálogo, capacidade de manipular a geometria do desenho e visualizar a mudança correspondente imediata na dimensão ou anotação. Novas ferramentas de layer, de texto e de atributos, entre outros.
- AutoCAD 2004 (Release 16.0) - Março 2003

Em Março de 2003 foi lançado o AutoCAD 2004 (Release 16.0). Ele é uma remodelagem do AutoCAD 2002, oferecendo novas e melhoradas funcionalidades que permitem criar com rapidez, compartilhar com facilidade e administrar com eficiência. AutoCAD 2004 oferece novas características como ferramentas de produtividade, uma interface modernizada, e gráficos da apresentação para a criação dos dados mais rápidos e produtivos. Oferece proteção por senhas, ferramenta padrão CAD e um formato DWF multifolha, facilitando o compartilhamento de informação.
- AutoCAD 2005 (Release 16.1) - Março 2004

Em março de 2004 foi lançado o AutoCAD 2005 (Release 16.1). Dentre as novidades ressaltamos o comando para criar tabelas. Outra inovação é o suporte a um número ilimitado de Camadas. O novo comando Campo sim-plifica as tarefas de criar posicionar e editar os textos. Um campo pode ser usado como um marcador de posição para conteúdos que possam sofrer alterações durante o projeto.
- AutoCAD 2006 (Release 16.2) - Março 2005

Em março de 2005 foi lançado o AutoCAD 2006 (Release 16.2). A interface foi melhorada. Inclusão de funcionalidade que permite uma migração das personalizações, entre versões anteriores do AutoCAD e a nova. Modo de seleção colorido. Entrada Dinâmica foi projetada para substituir a janela Comando. Calculadora com inúmeras funções. Melhoras no comando Texto. Tabela com possibilidade de cálculo. Comando "Hatch" melhorado. Blocos Dinâmicos. Paletas de Ferramentas melhoradas.
- AutoCAD 2007 (Release 17.0) - Março 2006

Em Março de 2006, foi lançado o AutoCAD 2007. O novo AutoCAD 2007 disponibiliza novas formas de trabalhar: uma nova forma de conjugar o desenho 2D com o modelo 3D, uma nova forma de projetar, visualizar, apresentar e documentar. Sucintamente, trata-se do projeto conceitual, que nos permitirá antever possíveis falhas e, de uma forma ou de outra, tornar-nos mais céleres e produtivos. Agora com possibilidade de publicar os arquivos de desenho em formato PDF. Esta versão está orientado a melhorar a capacidade dos projetistas de criar, navegar e editar um projeto conceitual, apresentar claramente o projeto a um público não-técnico e posteriormente documentar o projeto com facilidade utilizando todas as poderosas ferramentas de desenho do AutoCAD. Algumas das novas funcionalidades do AutoCAD 2007: Ferramentas avançadas de desenho conceitual que ajudam o usuário a projetar mais facilmente; Comandos avançados para visualização de projetos; Comandos para criar cortes e fachadas, blocos dinâmicos e tabelas avançadas; Exporta arquivos DWG de versões anteriores; Importa arquivos DWF e Gera arquivos PDF entre outras funcionalidades. Introdução do formato de ficheiro DWG 2007.
- AutoCAD 2008 (Release 17.1) - Março 2007

Em Março de 2007, a Autodesk lançou o AutoCAD 2008. Traz novidades na produtividade de desenhos com novas ferramentas para gerenciar escalas de cotas, textos e objetos, como elementos de anotação do projeto.
- AutoCAD 2009 (Release 17.2) - Março 2008

Em Março de 2008, a Autodesk lançou o AutoCAD 2009. Novidades no visual e melhorias na navegação 3D são os destaques desta versão. Há também uma melhora na compatibilidade com o Windows Vista, depois de alguns problemas gerados na versão 2008
- AutoCAD 2010 (Release 18.0) - Março 2009

Esta nova versão do AutoCad traz grandes novidades, a interface em relação a versão anterior não mudou. Houve o acréscimo de ferramentas de desenho paramétrico, definição de sistema de trabalho, localização de comandos, melhoria nas hachuras, tabela de propriedade dos blocos dinâmicos, Autodesk Seek, Free-form, Anexar arquivos PDF e impressão em 3D. Outra novidade importante é que o AutoCad 2010 tem desempenho melhor que suas versões de 2007 - 2009. Introdução do formato de ficheiro DWG 2010.
- AutoCAD 2011 (Release 18.1) - Março 2010
- AutoCAD 2012 (Release 18.2) - Março 2011
- AutoCAD 2013 (Release 19.0) - Março 2012

Introdução do formato de ficheiro DWG 2013.
Esta nova versão do AutoCad traz novidades, a interface em relação a versão anterior não mudou. Houve o acréscimo de ferramentas de desenho paramétrico, definição de sistema de trabalho, localização de comandos, melhoria nas hachuras, tabela de propriedade dos blocos dinâmicos, Autodesk Seek, Free-form, Anexar arquivos PDF e impressão em 3D
- AutoCAD 2014 (Release 19.1) - Abril 2013
- AutoCAD 2015 (Release 19.2) - Julho 2014
- AutoCAD 2016 (Release 20.0) - Março 2015
- AutoCAD 2017 (Release 21.0) - Março 2016
- AutoCAD 2018 (Release 22.0) - Março 2017
- AutoCAD 2019 (Release 23.0) - Março 2018
- AutoCAD 2020 (Release 23.1) - Março 2019
- AutoCAD 2021 (Release 24.0) - Março 2020

## Versões AutoCAD LT
Existe também versões do AutoCAD LT, LT vem de "LimiTed", que são mais simplificadas. Para se avaliar o custo de uma destas versões é aproximadamente, entre 700 a 800 dólares americanos em comparação ao valor de 3.000 dólares americanos da versão completa do AutoCAD.

## Programação
O AutoCAD permite adicionar novas funcionalidades através de várias linguagens, das quais destacam-se:
- AutoLISP - Uma adaptação do LISP para AutoCad.
- Visual LISP - Nova versão do AutoLISP para as últimas versões do AutoCAD, com mais funções e uma IDE integrada.
- VBA - Programação com Visual Basic.
- .NET - Acesso a diversas funcionalidades através de bibliotecas. Permite qualquer linguagem compatível.
- ObjectARX - Permite criar novos comandos e entidades gráficas com C++.

## Resumo dos Tipos de Arquivos Exportados
Opções do Comando Export:
- Metafile (.wmf)
- ACIS (*.sat)
- Lithography (*.stl)
- Encapsulated PS (*.eps)
- DXX Extract (*.dxx)
- Bitmap (*.bmp)
- 3D Studio (*.3ds)
- Block (*.dwg)